# Kiều Công Hãn

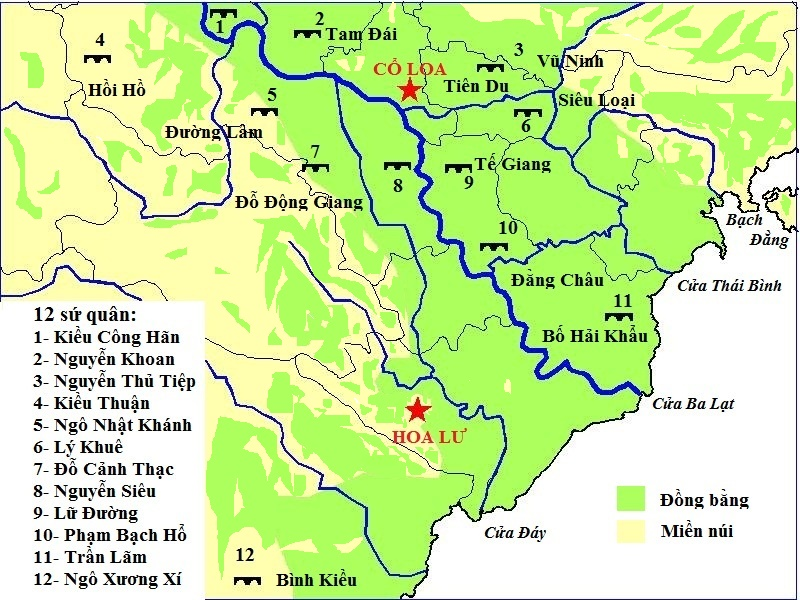
Sơ đồ vị trí 12 sứ quân

Kiều Công Hãn (chữ Hán: 矯公罕; ?-967) là thứ sử Phong Châu cuối thời Ngô, sau đó ông chiếm giữ thêm 2 châu lân cận là Hào Châu, Thái Châu; tự xưng là Kiều Tam Chế (矫三制) và trở thành một thủ lĩnh thời loạn 12 sứ quân trong lịch sử Việt Nam. Ông là một sứ quân thuộc thế lực họ Kiều, từng tranh chấp ngôi vua khi Ngô Xương Văn mất và cuối cùng bị lực lượng của Đinh Bộ Lĩnh đánh dẹp trong quá trình thống nhất Đại Cồ Việt.

## Thứ sử Phong Châu
Kiều Công Hãn xuất thân từ một dòng họ có thế lực lớn ở Phong Châu (Phú Thọ). Ông là con của Kiều Công Chuẩn, anh trai sứ quân Kiều Thuận và là cháu nội của Kiều Công Tiễn, người Phong Châu, vị Tiết độ sứ cuối cùng trong lịch sử Việt Nam thời Tự chủ. Việt sử kỷ yếu chép Kiều Công Hãn còn có tên gọi khác là Kiều Tri Hựu.
Năm 937, Kiều Công Tiễn giết chết Dương Đình Nghệ, nắm lấy quyền bính, tự xưng là Tiết độ sứ. Nhưng Kiều Công Hãn không theo ông nội mà mang quân mình vào châu Ái theo Ngô Quyền. Một thời gian sau, vì thấy Công Tiễn lại quy phục Nam Hán, làm nguy hại đến quyền tự chủ quốc gia, nên Ngô Quyền phát binh từ Ái châu ra đánh thắng được và giết tên phản quốc Kiều Công Tiễn này, và rồi đánh thắng luôn quân xâm lược Nam Hán đang mượn cớ là sang giúp Công Tiễn.

Tranh giả đồng tái hiện trận Bạch Đằng 938

Trong cuộc chống Nam Hán xâm lược này, tương truyền là, chính Kiều Công Hãn là người hiến kế cho Ngô Quyền cắm cọc xuống sông Bạch Đằng trong trận thủy chiến năm 938.
Ông phục vụ nhà Ngô và được phong làm thứ sử Phong châu.

## Tranh ngôi vua
Theo Đại Việt sử ký tiền biên, khi Ngô Xương Văn mất vào năm 965, các tướng dưới quyền là Tham mưu Lã Xử Bình và Thứ sử Phong Châu Kiều Công Hãn tranh nhau lên thay... Đến năm 966, Tham mưu Lã Xử Bình, Thứ sử Phong Châu Kiều Công Hãn, Thứ sử châu Vũ Ninh là Dương Huy, Nha tướng là Đỗ Cảnh Thạc lại kéo về Cổ Loa tranh nhau lên ngôi. Trong nước khắp nơi nổi loạn, ai nấy đều chiếm cứ quận ấp, mưu thôn tính lẫn nhau
Sách Khâm định Việt sử Thông giám cương mục ghi "các đại thần họ Kiều, họ Dương làm loạn" phần nào cho thấy tham vọng của Kiều Công Hãn trong cuộc chiến ngôi báu này. Ông và Dương Huy là hai thứ sử địa phương kéo quân về triều đình Cổ Loa tranh chấp ngôi vua cùng với hai đại thần triều đình Lã Xử Bình và Đỗ Cảnh Thạc. Trong bối cảnh này thì hậu duệ nhà Ngô là Ngô Xương Xí phải lui về Bình Kiều, Thanh Hóa và trở thành một sứ quân.

## Trở thành sứ quân
Làm thứ sử Phong Châu, Kiều Công Hãn cho xây thành Tam Giang rồi thành Phù Lập (ở gần ngã ba Bạch Hạc). Khi nhà Ngô mất lực lượng của ông trở thành một sứ quân trong thời loạn 12 sứ quân. Từ vị thế thủ lĩnh Phong Châu, Kiều Công Hãn chiếm 2 châu lân cận là Hào Châu và Thái Châu để mở rộng địa bàn, Kiều Công Hãn xưng là Kiều Tam Chế. Ngay từ những ngày đâu gây dựng, Kiều Công Hãn liên tục mở rộng địa bàn chiếm đóng sang khu vực tả ngạn sông Lô bằng những cuộc chiến với sứ quân Nguyễn Khoan tại khu vực thuộc các huyện Sông Lô, Lập Thạch (Vĩnh Phúc) ngày nay.
Thần phả miếu Ba Thôn - chùa Hưng Quốc ở xã Thái Thụy, Hưng Yên cho biết tướng Nguyễn Quảng Lại trong một lần cùng Đinh Tiên Hoàng truy đuổi tàn quân của Kiều Công Hãn ở Phong Châu, khi tới sông Việt Trì, để giữ bí mật của trận đánh, Nguyễn Quảng Lại đã cho quân chặt cây, hạ thủy để vượt sông. Khi ra tới giữa dòng, trời nổi cơn dông lớn, Quảng Lại mất tích, xác trôi về cửa Bố Hải Khẩu rồi được người dân làng chài trang Quang Lang chôn cất và thờ cúng.
Năm 967 căn cứ Phong Châu liên tục bị quân Hoa Lư của Đinh Bộ Lĩnh tấn công. Cuối cùng, lực lượng của sứ quân Kiều Công Hãn bị Đinh Bộ Lĩnh đánh dẹp. Ông tháo chạy về phía Nam để cầu cứu Ngô Xương Xí thì bị một hào trưởng là Nguyễn Tấn chặn đón ở xã Nam Minh (Ninh Bình) chém chết.
Theo thần tích làng Tề Lễ (Bản Nguyên, Phú Thọ) thì Kiều Công Hãn có một thuộc tướng là Hoàng Định, sau đã rời đất Phong Châu của sứ quân Kiều Công Hãn mà tìm về Hoa Lư cùng Nguyễn Bặc theo Đinh Bộ Lĩnh. Sau khi dẹp xong 12 sứ quân, triều Đinh khai quốc Đại Cồ Việt phong cho Hoàng Định chức Tề Lễ Đường Thượng Quan và cai quản ngay trước thành cũ của Kiều Công Hãn.
Thành Tam Giang của Kiều Công Hãn nằm ở vùng ngã ba sông Bạch Hạc, ngày nay thuộc phường Thanh Miếu, Phú Thọ, là vùng ngã ba sông giáp gianh giữa Phú Thọ và Hà Nội. Thần tích đền Tam Giang cho biết khi xây thành ở đây Kiều Công Hãn cũng cho tu sửa đền và chùa Đại Bi.
Sách "Viêm giao trung cổ ký" (Ghi chép sưu tập di tích cổ nước Nam) của Cao Xuân Dục, trang 147 có chép: Phế thành Kiều Sứ quân ở xã Phù Lập, huyện Bạch Hạc, thành do sứ quân Kiều Công Hãn đắp lên, tục vẫn gọi là thành Nội, thành ngoại, đó chính là thành này.

## Được thờ ở đền Gin
Đền Gin là di tích lịch sử văn hóa quốc gia nằm ở xóm Chiền, thôn Hiệp Luật, xã Nam Minh, Ninh Bình. Đền là nơi thờ sứ quân Kiều Công Hãn. Từ thành phố Nam Định, đi theo đường 55 đến cây số 12 rẽ trái khoảng 500m là tới đền. Đây là một di tích có kiến trúc gỗ khá hoàn chỉnh, tiêu biểu của vùng Sơn Nam Hạ. Đền là di tích tín ngưỡng chung của dân bốn làng: Bái Dương, Tang Trử, Hiệp Luật, Cổ Lũng.
Theo thần tích đền Gin thì năm 967, Kiều Công Hãn bị Đinh Bộ Lĩnh tấn công thất trận phải tháo chạy. Khi Kiều Công Hãn qua vùng An Lá (phường Hồng Quang, Ninh Bình) thì bị thổ hào Nguyễn Tấn đem dân binh đến tập kích chém trúng cổ. Ông xé lụa quấn lấy cổ, chạy về đến vùng đất Hiệp Luật thì dừng lại ở quán bà hàng nước. Bà hàng nước dâng gỏi cá trắm cho ông ăn, ăn xong ông hỏi: "Bị thương thế này có sống được không?" Bà hàng nước chỉ vào đống đất cao gần đền nói: "Đây là nơi nghỉ tốt lành cho tướng công đó". Kiều Công Hãn bước ra, cởi áo nằm xuống đống đất rồi hóa. Dân làng Hiệp Luật trông thấy sợ hãi bỏ đi. Dân làng Bái Dương lấy chiếu ra đắp. Sáng hôm sau, mối đùn thành mộ che kín khắp người. Nhân dân gọi là mộ thiên táng. Người dân ở đây nghĩ rằng Kiều Công Hãn là người cùng quê nên rút chân nhang ở mộ vào đền thờ. Ngày nay cứ đến 10-12 âm lịch, dân làng Gin lại đánh cá để tế, tưởng nhớ Kiều Công Hãn, trong khi dân làng An Lá (đều ở Nam Trực, Nam Định) lại gói bánh để tế, tưởng nhớ chiến công của Nguyễn Tấn, nên dân gian có câu: "làng Gin đánh cá, làng Lá gói bánh".
Ngoài ra, cách khu di tích đền Gin 7 km theo tỉnh lộ 490 về phía Nam là di tích đền Tây Lạc, xã Nam Đồng cũng là nơi thờ Kiều Công Hãn.